# بليكو
بليكو هي مدينة في وسط فيتنام، وتقع في منطقة المرتفعات الوسطى. وهي عاصمة مقاطعة جيا لاي. قبل سنوات عديدة، كان يسكن في المقام الأول من قبل Bahnar وجاراي.
الجماعات العرقية، التي تعرف أحيانا باسم سكان الجبال أو الديغار، على الرغم من الآن.
ويسكن في المقام الأول من قبل كينه مجموعة عرقية. المدينة هي مركز المنطقة الحضرية.
في بليكو التي تغطي مساحة 261 كيلومتر مربع.